# Julian Fryzowicz
Julian Fryzowicz (ur. 18 lipca 1949 w Lubawce, zm. 16 czerwca 2022) – polski bokser, medalista mistrzostw Polski.

## Życiorys
W latach 1965–1975 był zawodnikiem Stali Stalowa Wola.
Na mistrzostwach Polski seniorów wywalczył w 1972 brązowy medal w wadze lekkiej. W 1974 zwyciężył w tej samej wadze w turnieju "Gryfa Szczecińskiego".
Stoczył 107 walk, z których wygrał 68, zremisował 7 i przegrał 32. Pracował jako elektromonter w Hucie Stalowa Wola.